# Universumhuset
Universumhuset is een gebouw op de campus van de Universiteit van Umeå, dat het auditorium Aula Nordica, de kantoren van de studentenverenigingen, een eetzaal, een cafetaria en studiezalen voor studentengroepen bevat. Het gebouw is eigendom van het staatsbedrijf Akademiska Hus.
De eerste fase van de bouw werd in 1970 voltooid. De uitbreiding van het auditorium werd ontworpen door het architectenbureau Arkinova Arkitekter en werd uitgevoerd in 1996-1997. In september 2006 werd het gebouw heropend na een grote renovatie.